# 工业音乐
工业音乐（英語：Industrial music）是一种实验/電子音樂的音乐风格，以其越界或挑衅的声音、主题而著称。该名称来源于1970年代中期，Industrial Records刚刚成立的时候。在跳动软骨的首张专辑《The Second Annual Report》中，他们打出了“写给工业人士的工业音乐”。总的来说，这种音乐风格很严苛，富有挑战性。Allmusic将工业音乐定义为“摇滚乐和电子音乐最粗砺、最挑衅的融合”；“一开始就是前卫电子音乐（tape music、具体音乐、white noise、synthesizers、sequencers）与朋克搖滾挑衅的糅杂。”
第一批工业音乐家一般使用噪音，以及美学上有争议的话题进行创作，其可以是音乐上的，也可以是视觉上的。例如法西斯主义，性偏移（sexual perversion）以及神秘学。著名的工业音乐作家包括 Throbbing Gristle, Monte Cazazza, SPK, Boyd Rice, Cabaret Voltaire,  Z'EV 等等
虽然该术语是由20世纪70年代后期与工业唱片公司相关的一小群团体和个人自行应用的，但它被扩大到包括受原始运动影响的艺术家或使用“工业”美学。

## 特征
工业音乐的诞生是对“信息的获取和控制成为权力的主要工具的时代的回应”。 在它诞生时，工业音乐的流派与其他音乐不同，它利用技术和令人不安的歌词和主题来撕裂对音乐形式必要规则的先入之见，这支持了工业音乐是现代主义音乐的建议。 艺术家们自己明确了这些目标，甚至将他们希望通过音乐争论的社会变革联系起来。